# Crossing the Red Sea with The Adverts
A Crossing the Red Sea with The Adverts The Adverts nagylemeze. Szerepel az 1001 lemez, amit hallanod kell, mielőtt meghalsz című könyvben.

## Az album dalai

### Eredeti kiadás
|     | Cím                   | Szerző(k)   | Hossz |
| --- | --------------------- | ----------- | ----- |
| 1.  | One Chord Wonders     | T. V. Smith | 2:48  |
| 2.  | Bored Teenagers       | T. V. Smith | 1:44  |
| 3.  | New Church            | T. V. Smith | 2:26  |
| 4.  | On The Roof           | T. V. Smith | 3:01  |
| 5.  | New Boys              | T. V. Smith | 3:12  |
| 6.  | Bombsite Boy          | T. V. Smith | 2:17  |
| 7.  | No Time To Be 21      | T. V. Smith | 3:28  |
| 8.  | Safety In Numbers     | T. V. Smith | 2:36  |
| 9.  | Drowning Men          | T. V. Smith | 3:15  |
| 10. | On Wheels             | T. V. Smith | 2:40  |
| 11. | Great British Mistake | T. V. Smith | 2:18  |

### 2002-es kiadás
|     | Cím                   | Szerző(k)   | Hossz |
| --- | --------------------- | ----------- | ----- |
| 1.  | One Chord Wonders     | T. V. Smith | 2:48  |
| 2.  | Bored Teenagers       | T. V. Smith | 1:44  |
| 3.  | New Church            | T. V. Smith | 2:26  |
| 4.  | On The Roof           | T. V. Smith | 3:01  |
| 5.  | New Boys              | T. V. Smith | 3:12  |
| 6.  | Gary Gilmore's Eyes   | T. V. Smith | 3:17  |
| 7.  | Bombsite Boy          | T. V. Smith | 2:17  |
| 8.  | No Time To Be 21      | T. V. Smith | 3:28  |
| 9.  | Safety In Numbers     | T. V. Smith | 2:36  |
| 10. | New Day Dawning       | T. V. Smith | 2:36  |
| 11. | Drowning Men          | T. V. Smith | 3:15  |
| 12. | On Wheels             | T. V. Smith | 2:40  |
| 13. | Great British Mistake | T. V. Smith | 2:18  |

## Közreműködők
- T.V. Smith – ének
- Gaye Advert – basszusgitár, ének
- Howard Pickup – gitár, ének
- Laurie Driver – dob